# Perrottetia caliensis
Perrottetia caliensis är en tvåhjärtbladig växtart som beskrevs av José Cuatrecasas. Perrottetia caliensis ingår i släktet Perrottetia och familjen Dipentodontaceae. Inga underarter finns listade.